# Мік Міллс
Мік Міллс MBE (англ. Mick Mills, нар. 4 січня 1949, Годалмінг) — англійський футболіст, що грав на позиції захисника. По завершенні ігрової кар'єри — футбольний тренер. Кавалер ордену Британської імперії.
Більшу частину кар'єри провів виступами за клуб «Іпсвіч Таун», з яким став володарем Кубка Англії та Кубка УЄФА. Також виступав за національну збірну Англії яку виводив на поле у статусі капітану на чемпіонаті світу 1982 року.

## Клубна кар'єра
Народився 4 січня 1949 року в місті Годалмінг, графство Суррей. Вихованець юнацьких команд футбольних клубів «Портсмут» та «Іпсвіч Таун».
У дорослому футболі дебютував 1966 року виступами за «Іпсвіч Таун», в якому провів сімнадцять сезонів, взявши участь у 591 матчі чемпіонату. Більшість часу, проведеного у складі «Іпсвіч Тауна», був основним гравцем захисту команди. За цей час виборов титул володаря Кубка УЄФА та Кубка Англії.
Протягом 1982—1985 років захищав кольори команди клубу «Саутгемптон».
Завершив професійну ігрову кар'єру у «Сток Сіті», де працював граючим тренером протягом 1985–1987 років.

## Виступи за збірну
11 жовтня 1972 року дебютував в офіційних матчах у складі національної збірної Англії в товариській грі зі збірною Югославії, яка завершилась внічию 1:1, відігравши весь матч. Проте другого виклику Міку довелося чекати майже чотири роки — лише 24 березня 1976 року Міллс знову вдягнув футболку збірної в товариському матчі проти збірної Уельсу. Після цього Міллс став поступо залучатись до збірної
У складі збірної був учасником чемпіонату Європи 1980 року в Італії, де, щоправда, зіграв лише в одному матчі, замінивши на 82 хвилині Тревора Черрі переможного для англійців матчу з Іспанією. Проте вона не допомогла збірній вийти з групи і збірна змушена була повернутись додому. Вже за два роки Міллс, який був основним захисником у відборі, виводив в усіх п'яти матчах англійців на поле у статусі капітана на чемпіонаті світу 1982 року в Іспанії, де збірна не зазнала жодної поразки, але так і не змогла подолати другий груповий етап.
Після закінчення мундіалю новим тренером англійців призначили Боббі Робсона, який жодного разу не залучив Міллса до ігор збірної. Всього рротягом кар'єри у національній команді, яка тривала вісім років, провів у формі головної команди країни 42 матчі.

## Кар'єра тренера
Розпочав тренерську кар'єру, ще продовжуючи грати на полі, 1985 року, очоливши тренерський штаб клубу «Сток Сіті» де і працював до 1989 року.
З січня по травень 1990 року був тренером клубу «Колчестер Юнайтед», але команда, посівши останнє місце, вилетіла з Четвертого дивізіону у Національну Конференцію і Міллс був звільнений.
Надалі працював скаутом в «Шеффілд Венсдей», а потім тренером в «Бірмінгем Сіті», де після звільнення Тревора Френсіса в кінці 2001 року недовго був виконувачем обов'язків головного тренера, поки менеджером у грудні не став Стів Брюс.
Згодом завершив тренерську кар'єру та працював технічним директором Galaxy Sports Management.

## Статистика

### Гравця
| Клуб          | Сезон   | Чемпіонат | Чемпіонат | Чемпіонат | Кубок | Кубок | Кубок ліги | Кубок ліги | Єврокубок | Єврокубок | Інше | Інше  | Всього | Всього |
| Клуб          | Сезон   | Дивізаон  | Ігор      | Голів     | Ігор  | Голів | Ігор       | Голів      | Ігор      | Голів     | Ігор | Голів | Ігор   | Голів  |
| ------------- | ------- | --------- | --------- | --------- | ----- | ----- | ---------- | ---------- | --------- | --------- | ---- | ----- | ------ | ------ |
| «Іпсвіч Таун» | 1965–66 | Другий    | 2         | 0         | 0     | 0     | 0          | 0          | 0         | 0         | 0    | 0     | 2      | 0      |
| «Іпсвіч Таун» | 1966–67 | Другий    | 22        | 0         | 1     | 0     | 2          | 0          | 0         | 0         | 0    | 0     | 25     | 0      |
| «Іпсвіч Таун» | 1967–68 | Другий    | 10        | 0         | 1     | 0     | 2          | 0          | 0         | 0         | 0    | 0     | 13     | 0      |
| «Іпсвіч Таун» | 1968–69 | Перший    | 36        | 2         | 1     | 0     | 0          | 0          | 0         | 0         | 0    | 0     | 37     | 2      |
| «Іпсвіч Таун» | 1969–70 | Перший    | 40        | 3         | 1     | 0     | 3          | 1          | 0         | 0         | 0    | 0     | 44     | 4      |
| «Іпсвіч Таун» | 1970–71 | Перший    | 42        | 1         | 6     | 1     | 2          | 0          | 0         | 0         | 0    | 0     | 50     | 2      |
| «Іпсвіч Таун» | 1971–72 | Перший    | 35        | 0         | 2     | 0     | 1          | 0          | 0         | 0         | 0    | 0     | 38     | 0      |
| «Іпсвіч Таун» | 1972–73 | Перший    | 42        | 0         | 2     | 0     | 2          | 0          | 0         | 0         | 8    | 0     | 54     | 0      |
| «Іпсвіч Таун» | 1973–74 | Перший    | 42        | 2         | 3     | 0     | 4          | 1          | 8         | 0         | 0    | 0     | 57     | 2      |
| «Іпсвіч Таун» | 1974–75 | Перший    | 42        | 1         | 9     | 1     | 5          | 0          | 0         | 0         | 0    | 0     | 56     | 2      |
| «Іпсвіч Таун» | 1975–76 | Перший    | 42        | 1         | 3     | 0     | 5          | 0          | 0         | 0         | 0    | 0     | 50     | 1      |
| «Іпсвіч Таун» | 1976–77 | Перший    | 37        | 0         | 3     | 0     | 2          | 0          | 0         | 0         | 0    | 0     | 42     | 0      |
| «Іпсвіч Таун» | 1977–78 | Перший    | 34        | 6         | 7     | 2     | 2          | 0          | 5         | 0         | 0    | 0     | 48     | 8      |
| «Іпсвіч Таун» | 1978–79 | Перший    | 42        | 2         | 5     | 1     | 2          | 0          | 6         | 0         | 1    | 0     | 56     | 3      |
| «Іпсвіч Таун» | 1979–80 | Перший    | 37        | 1         | 4     | 0     | 2          | 0          | 3         | 1         | 0    | 0     | 46     | 2      |
| «Іпсвіч Таун» | 1980–81 | Перший    | 33        | 0         | 6     | 0     | 5          | 0          | 10        | 0         | 0    | 0     | 54     | 0      |
| «Іпсвіч Таун» | 1981–82 | Перший    | 42        | 3         | 3     | 0     | 8          | 0          | 2         | 0         | 0    | 0     | 55     | 3      |
| «Іпсвіч Таун» | 1982–83 | Перший    | 11        | 0         | 0     | 0     | 2          | 0          | 2         | 0         | 0    | 0     | 15     | 0      |
| «Іпсвіч Таун» | Всього  | Всього    | 591       | 22        | 57    | 5     | 49         | 2          | 36        | 1         | 9    | 0     | 740    | 30     |
| «Саутгемптон» | 1982–83 | Перший    | 27        | 1         | 1     | 0     | 0          | 0          | 0         | 0         | 0    | 0     | 28     | 1      |
| «Саутгемптон» | 1983–84 | Перший    | 34        | 2         | 6     | 0     | 1          | 0          | 0         | 0         | 0    | 0     | 41     | 2      |
| «Саутгемптон» | 1984–85 | Перший    | 42        | 0         | 3     | 0     | 7          | 0          | 2         | 0         | 0    | 0     | 54     | 0      |
| «Саутгемптон» | Всього  | Всього    | 103       | 3         | 10    | 0     | 8          | 0          | 2         | 0         | 0    | 0     | 123    | 3      |
| «Сток Сіті»   | 1985–86 | Другий    | 31        | 0         | 1     | 0     | 3          | 0          | 0         | 0         | 2    | 0     | 37     | 0      |
| «Сток Сіті»   | 1986–87 | Другий    | 6         | 0         | 0     | 0     | 0          | 0          | 0         | 0         | 0    | 0     | 6      | 0      |
| «Сток Сіті»   | 1987–88 | Другий    | 1         | 0         | 0     | 0     | 0          | 0          | 0         | 0         | 0    | 0     | 1      | 0      |
| «Сток Сіті»   | Всього  | Всього    | 38        | 0         | 1     | 0     | 3          | 0          | 0         | 0         | 2    | 0     | 44     | 0      |
| Загалом       | Загалом | Загалом   | 732       | 25        | 68    | 5     | 60         | 2          | 38        | 1         | 11   | 0     | 909    | 33     |

### Тренер
| Клуб                | З              | По               | Record | Record | Record | Record | Record |
| Клуб                | З              | По               | І      | В      | Н      | П      | В %    |
| ------------------- | -------------- | ---------------- | ------ | ------ | ------ | ------ | ------ |
| «Сток Сіті»         | 24 червня 1985 | 7 листопада 1989 | 213    | 72     | 63     | 78     | 33.8   |
| «Колчестер Юнайтед» | 3 січня 1990   | 9 травня 1990    | 24     | 8      | 3      | 14     | 33.33  |
| «Бірмінгем Сіті»    | 15 жовтня 2001 | 12 грудня 2001   | 12     | 5      | 4      | 3      | 41.67  |
| Всього              | Всього         | Всього           | 249    | 85     | 70     | 95     | 34.14  |

## Титули і досягнення
- Володар Кубка Англії (1):

«Іпсвіч Таун»: 1977-78
- Володар Кубка УЄФА (1):

«Іпсвіч Таун»: 1980-81
- Віце-чемпіон Англії (3):

«Іпсвіч Таун»: 1980-81, 1981-82
«Саутгемптон»: 1983–84

### Індивідуальні
- Найкращий футболіст «Іпсвіча»: 1978